# Sandro Laurindo da Silva
Sandro Laurindo da Silva, meglio conosciuto come Sandro Silva (Rio de Janeiro, 29 aprile 1984), è un ex calciatore brasiliano, di ruolo centrocampista.

## Palmarès

### Club

#### Competizioni statali
- Campionato Paraense: 1

Remo: 2007
- Campionato paulista: 1

Palmeiras: 2008
- Campionato Carioca: 1

Botafogo: 2010
- Taça Guanabara: 1

Botafogo: 2010
- Taca Rio: 1

Botafogo: 2010
- Campionato Gaúcho: 2

Internacional: 2011, 2012

#### Competizioni internazionali
- Recopa Sudamericana: 1

Internacional: 2011